# Vincent Nsengiyumva
Vincent Nsengiyumva (ur. 10 lutego 1936 w Rwaze, zm. 5 czerwca 1994 w Kabgayi) – rwandyjski duchowny rzymskokatolicki i polityk, biskup Nyundo i arcybiskup kigalijski, ofiara ludobójstwa w Rwandzie.

## Biografia
18 czerwca 1966 otrzymał święcenia prezbiteriatu i został kapłanem diecezji Ruhengeri.
17 grudnia 1973 papież Paweł VI mianował go biskupem Nyundo. 2 czerwca 1974 w katedrze w Nyundo przyjął sakrę biskupią z rąk arcybiskupa Dar-es-Salaam kard. Laureana Rugambwy. Współkonsekratorami byli emerytowany biskup Nyundo Aloys Bigirumwami oraz arcybiskup Kabgayi André Perraudin MAfr.
10 kwietnia 1976 ten sam papież mianował go ordynariuszem erygowanej tego samego dnia archidiecezji kigalijskiej i jako arcybiskup kigalijski stanął na czele metropolii obejmującej całą Rwandę. Ponadto w latach 1980-1983 oraz 1991-1994 był przewodniczącym Konferencji Episkopatu Rwandy.
Był również zaangażowany politycznie. W 1976 objął stanowisko przewodniczącego Komitetu Centralnego Narodowego Rewolucyjnego Ruchu na rzecz Rozwoju – partii prezydenta Juvénala Habyarimany, którego politykę aktywnie wspierał i z którym utrzymywał bliskie, prywatne relacje. Zrezygnował z tego stanowiska w 1990 pod naciskiem Stolicy Apostolskiej. Otwarte poparcie dla rządu Habyarimany, spowodowało niechęć Tutsich do arcybiskupa.
5 czerwca 1994, w czasie ludobójstwa w Rwandzie, został zamordowany przez Tutsich wraz dwoma innymi biskupami Thaddée Nsengiyumvą i Josephem Ruzindaną oraz z 10 innymi księżmi. Duchowni zostali pochwyceni podczas wizyty wśród ludzi, którzy przeżyli masakry.